# Valentino Gallo
Valentino Gallo (ur. 17 lipca 1985) – włoski piłkarz wodny. Srebrny medalista olimpijski z Londynu.
Zawody w 2012 były jego drugimi igrzyskami olimpijskimi (poprzednie to LIO 2008). Włosi w finale przegrali z Chorwatami.